# Robert Boyle
|  | Per a altres significats, vegeu «Robert F. Boyle». |

Robert Boyle   (Castell de Lismore, 25 de gener de 1627 - Londres, 31 de desembre de 1691), fou un físic i químic angloirlandès. Destaca per haver descobert la llei de compressibilitat dels gasos o llei de Boyle-Mariotte i per haver introduït la noció d'element químic.

## Biografia
Robert Boyle va ser el catorzè fill (el setè varó) dels quinze que va tenir Richard Boyle, el comte de Cork i la seva esposa, Catherine Fenton. Quan era nen, Boyle va ser criat per una dida, igual que els seus germans grans. Tot i ser un dels darrers fills, la riquesa i posició social del seu pare li van proporcionar ingressos suficients per a dedicar-se tota la seva vida a la reflexió intel·lectual. Boyle va ser educat per tutors particulars de llatí, grec i francès i quan tenia vuit anys, després de la mort de la seva mare, ell i el seu germà Francis van ser enviats a l'Eton College a Anglaterra. L'amic del seu pare, Sir Henry Wotton, era aleshores el rector de la universitat.
Després de passar més de tres anys a Eton, en Robert va viatjar a l'estranger amb un tutor francès. Van visitar Itàlia el 1641 i van romandre a Florència durant l'hivern d'aquell any estudiant les "paradoxes del gran observador de les estrelles", l'ancià Galileo Galilei.
Va tornar del seu grand tour per l'Europa continental, a mitjans de 1964, amb un gran interès per la investigació científica. El seu pare havia mort l'any anterior i li havia deixat la mansió de Stalbridge a Dorset, així com importants finques al Comtat de Limerick a Irlanda que havia adquirit. Després, Robert va fer la seva residència a Stalbridge (Dorset), entre 1644 i 1652, i va establir un laboratori on va realitzar molts experiments. A partir d'aquell moment, en Robert va dedicar la seva vida a la investigació científica i aviat va ocupar un lloc destacat a la banda d'investigadors, conegut com el "Col·legi Invisible", que es van dedicar al cultiu de la "nova filosofia". Es reunien amb freqüència a Londres, sovint al Gresham College, i alguns dels membres també tenien reunions a Oxford.
Després d'haver fet diverses visites a les seves finques irlandeses a partir de 1647, Robert es va traslladar a Irlanda el 1652, però es va frustrar per la seva incapacitat per avançar en el seu treball químic. En una carta, va descriure Irlanda com "un país bàrbar on els esperits químics eren tan incompresos i els instruments químics tan difícils de procurar que era difícil tenir-hi pensaments hermètics".
El 1663 l'Invisible College es va convertir en la Royal Society of London for Improving Natural Knowledge, i la carta d'incorporació atorgada per Carles II d'Anglaterra va nomenar Boyle membre del consell. El 1680 va ser elegit president de la societat, però va declinar l'honor per un escrúpol sobre els juraments.
Va fer una "llista de desitjos" de 24 possibles invents que incloïa "la prolongació de la vida", l'"art de volar", la "llum perpètua", "fer blindatge lleuger i extremadament dur", "una forma pràctica i segura de trobar longituds", "drogues potents per alterar o exaltar la imaginació, la vigília, la memòria i altres funcions i apaivagar el dolor, procurar son innocent, somnis inofensius , etc.". La major part dels 24 s'han fet realitat.
El 1655 es va traslladar a Oxford on va ampliar el seu laboratori i, tot i no ser professor de la universitat, va tenir freqüents contactes amb científics anglesos destacats com John Wallis, Christopher Wren i, sobre tot, amb Robert Hooke. El 1668 es tornà a traslladar a Londres per instal·lar-se a casa de la seva germana Katherine, vescomtessa de Ranelagh, a Pall Mall, on va morir el 1691, amb pocs dies de diferència de la seva germana.

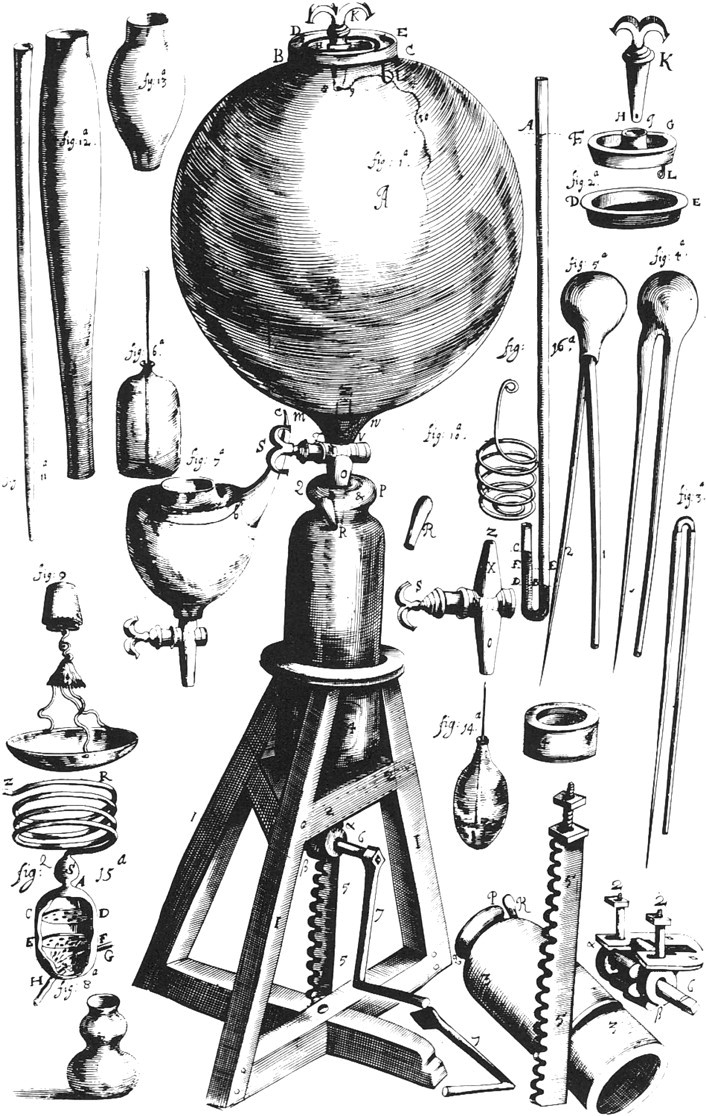
Bomba d'aire de Boyle

## Obra
Els estudis sobre l'obra i el pensament de Boyle es poden classificar en dos grups: els d'orientació intel·lectualista que pretenen situar la seva filosofia natural en el context de la naixent ciència moderna i els d'orientació contextualista que pretenen explicar les seves característiques metafísiques, teològiques i científiques en el marc de l'economia, la societat i la política de la seva època.
Cenynt-nos a la primera d'aquestes orientación, cal dir que Boyle va contribuir a la derrota de l'aristotelisme aportant la concepció corpuscular de la matèria, en clara oposició a l'atomisme de Gassendi i al racionalisme dogmàtic de Descartes, i ambla seva defensa aferrissada de l'experimentació.
Boyle enuncià l'any 1662, la llei de compressibilitat dels gasos, anomenada llei de Boyle-Mariotte, ja que també el científic francès Edme Mariotte publicà les mateixes conclusions de forma independent. Els estudis que realitzà Boyle l'any 1662 foren possibles gràcies a l'ajut de Robert Hooke que perfeccionà la màquina pneumàtica d'Otto von Guericke. Aquesta llei diu:
A temperatura constant si es produeix una dilatació o compressió d'un gas el producte de la pressió pel volum es manté constant.
Boyle també determinà la densitat del mercuri i va fer assaigs per mesurar la massa de l'aire. Perfeccionà el termòmetre de Galileu, seva fou la idea d'adoptar com a referència termomètrica el punt de fusió del gel. Descobrí la sublimació del gel. Demostrà que era impossible el buit absolut. Entre els anys 1665 i 1685, publicà el resultat de les seves experiències realitzades a baixes temperatures i va idear la mescla refrigerant de neu i clorur d'amoni.
També fou de summa importància el paper desenvolupat per Boyle a la química. Indicà que només atorgava la seva confiança als resultats de les experiències; desaprovà el llenguatge obscur dels alquimistes i cercava definicions precises. Demostrà fins a quins punts els quatre elements d'Aristòtil eren producte d'una elecció arbitrària. Formulà una definició d'element químic. A la vegada, establí la diferència entre mescles i combinacions. Fou el primer a utilitzar els colorants reactius (paper de tornassol) per a la investigació d'àcids i bases; estudià les solucions salines utilitzant nitrat d'argent per reconèixer els clorurs, amoníac per caracteritzar l'àcid clorhídric. Va saber recollir els gasos procedents d'una reacció química; aïllà l'hidrogen, descobrí l'hidrogen fosforat (fosfomina), el sulfur de mercuri, l'acetona i l'alcohol etílic. Observà que el coure en contacte amb l'amoníac absorbeix una part de l'aire i que el gas residual no és apropiat per a la respiració.

## Conferències Boyle
En el seu testament, Robert Boyle va deixar fons per establir una sèrie de conferències anuals per tal de defensar la religió cristiana i contra ateistes i altres infidels.
La primera conferència, «Una refutació a l'ateisme», va ser celebrada el 1692. Va ser dirigida per Richard Bentley, qui abans de presentar la ponència, va mantenir correspondència amb Isaac Newton. A la primera carta el físic havia escrit que en realitzar els seus tractats sobre el sistema, la seva creença en Déu havia determinat els seus estudis.
Les conferències es van continuar celebrant durant la resta del Segle XVII, durant els segles Segle XVIII i Segle XIX, fins a finals del Segle XX.
Des de 2004 les Conferències Boyle han estat restablides a l'església de St Mary-le-Bow, a Londres (Anglaterra). Anualment es convida un teòleg o científic prominent a abordar temes relacionats amb el cristianisme i la comprensió actual del món natural.

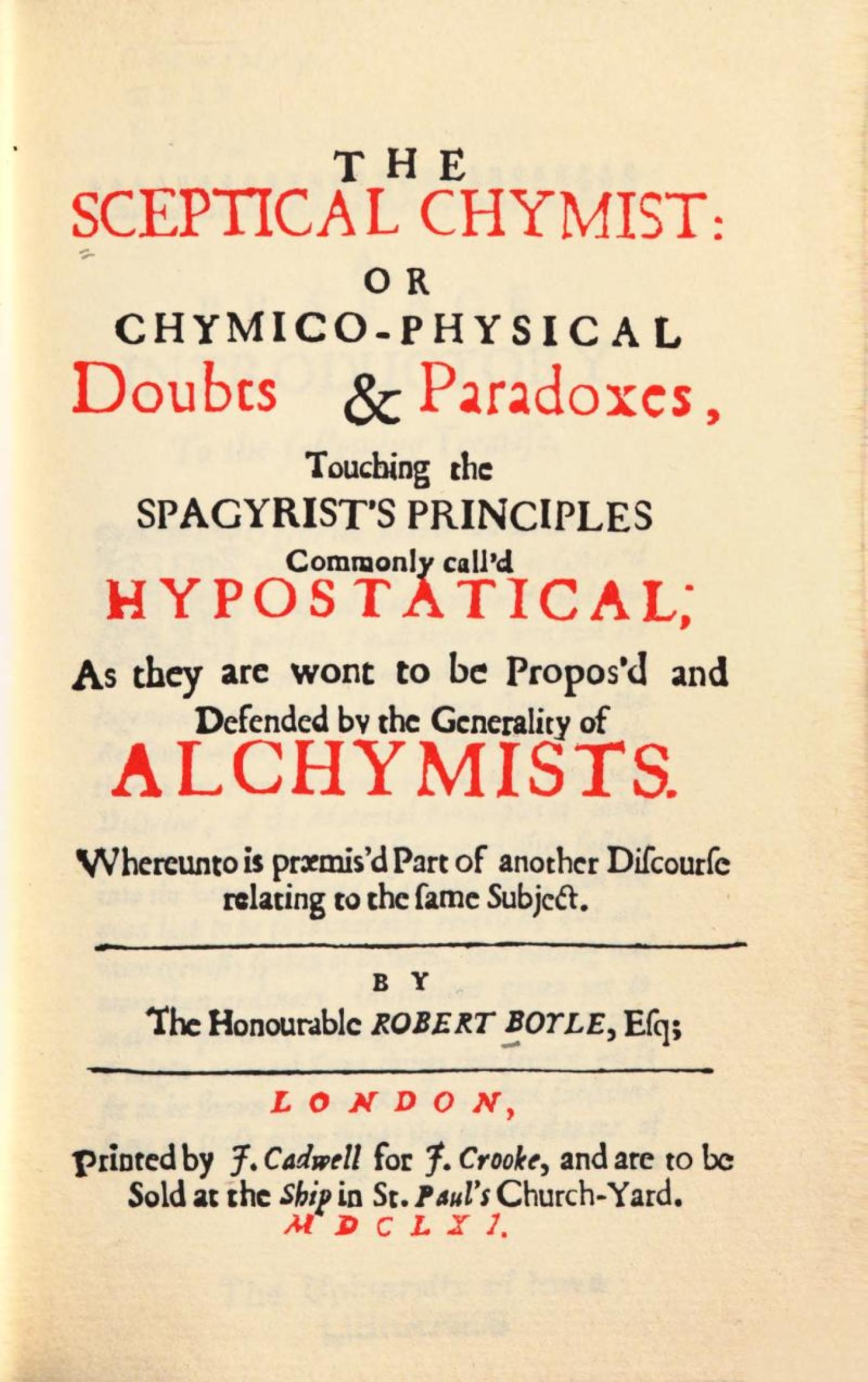
Primera plana de The Sceptical Chymist (1661)

### Obres
- 1660 - New Experiments Physico-Mechanical: Touching the Spring of the Air and their Effects
- 1661 - The Sceptical Chymist
- 1663 - Considerations touching the Usefulness of Experimental Natural Philosophy
- 1663 - Experiments and Considerations upon Colours, with Observations on a Diamond that Shines in the Dark
- 1665 - New Experiments and Observations upon Cold
- 1666 - Hydrostatical Paradoxes
- 1666 - Origin of Forms and Qualities according to the Corpuscular Philosophy
- 1670 - Tracts about the Cosmical Qualities of Things, the Temperature of the Subterraneal and Submarine Regions, the Bottom of the Sea, &c. with an Introduction to the History of Particular Qualities
- 1672 - Origin and Virtues of Gems Arxivat 2007-08-19 a Wayback Machine.
- 1673 - Essays of the Strange Subtilty, Great Efficacy, Determinate Nature of Effluviums
- 1676 - Experiments and Notes about the Mechanical Origin or Production of Particular Qualities, including some notes on electricity and magnetism
- 1678 - Observations upon an artificial Substance that Shines without any Preceding Illustration
- 1680 - The Aerial Noctiluca
- 1682 - New Experiments and Observations upon the Icy Noctiluca
- 1684 - Memoirs for the Natural History of the Human Blood
- 1685 - Short Memoirs for the Natural Experimental History of Mineral Waters
- 1690 - Medicina Hydrostatica
- 1691 - Experimentae et Observationes Physicae